# Ông hoàng mua sắm
Ông hoàng mua sắm (tiếng Hàn: 쇼핑왕 루이; Romaja: Shoping-wang Ru-i) là một bộ phim truyền hình Hàn Quốc với các diễn viên chính là Seo In-guk, Nam Ji-hyun, Yoon Sang-hyun và Im Se-mi. Bộ phim được phát sóng vào thứ tư, thứ năm lúc 22:00 (KST) trên kênh MBC từ ngày 21 tháng 9 đến 10 tháng 10 năm 2016. Đây là bộ phim đầu tiên mà diễn viên Nam Ji-hyun đảm nhận vai chính.

## Nội dung
Đây là một bộ phim hài lãng mạn kể về Louis (Seo In-guk), một người thừa kế giàu có luôn bỏ tiền ra mua những món đồ mang vẻ đẹp tinh tế. Một ngày nọ, anh bị mất trí nhớ và gặp được Bok-Shil (Nam Ji-hyun), một người phụ nữ vô tư và tràn đầy năng lượng từ vùng nông thôn. Cô đã rất kinh ngạc vì thói quen chi tiêu của Louis. Trong quá trình giảng dạy cho Louis về thói quen chi tiêu tiết kiệm, cô nhận ra sự khác biệt về nhu cầu của từng người và sự định hình cuộc sống của họ. Cả hai đều có những nét ngây thơ bẩm sinh và cùng chăm sóc cho nhau dẫn tới một tình yêu được hình thành. 

## Diễn viên

### Diễn viên chính
- Seo In-guk vai Louis / Kang Ji-sung[7]

Cháu nội của chủ tịch Gold Group. Được lớn lên trong sự nuông chiều và bảo bọc ở Pháp, cậu đã tìm đến thú vui mua sắm nhằm giải tỏa sự cô đơn của mình. Một ngày nọ, cậu rơi vào sự tấp nập của Seoul vì một tai nạn làm mất trí nhớ
- Nam Ji-hyun vai Ko Bok-shil

Đến từ vùng nông thôn Gangwon, một con người có tính cách ngọt ngào. Mặc dù không biết viết chữ và công nghệ, Bok-shil đã tự đứng trên đôi chân của mình và tự giải quyết các rắc rối.
- Yoon Sang-hyun vai Cha Joong-won

Giám đốc bộ phận bán hàng của Gold Group và Goldline.com. Anh có một tính cách gai góc và là đối thủ của Louis trong tình yêu
- Im Se-mi vai Baek Ma-ri

Hôn phu của Louis, mang tình yêu đơn phương với cậu. Về sau, tình cảm của cô dành cho Joong-won

### Những người quanh Louis
- Kim Young-ok vai Choi Il-soon, bà nội Louis và là chủ tịch của Gold Group.
- Kim Sun-young vai Heo Jung-ran, trợ lý của chủ tịch Il-soon
- Um Hyo-sup vai Kim Ho-joon, quản gia của Louis

### Những người quanh Bok-Shil
- Ryoo Ui-hyun vai Go Bok-nam, em trai Bok-shil
- Kang Ji-sub vai Nam Joo-hyuk, bạn của Bok-shil

### Những người quanh Joong-Won
- Nam Myung-ryul vai Cha Soo-il, bố của Joong-won
- Kim Bo-yeon vai Shin Young-ae, mẹ của Joong-won

### Nhân viên tại Gold Group
- Kim Kyu-chul vai Baek Sun-goo, bố của Ma-ri; giám đốc của Gold Group
- Yoon Yoo-sun vai Hong Jae-sook, mẹ của Ma-ri
- Kim Byung-chul vai Lee Kyung-kook
- Cha Chung-hwa vai Kwon Mi-young

### Hàng xóm
- Oh Dae-hwan vai Jo In-sung
- Hwang Young-hee vai Hwang Geum-ja

### Khách mời
- Lee Jae-kyoon vai Byun Do-jin
- Mi-ram vai Park Hye-joo
- Chae Soo-bin vai Wang Mong-shil

## Sản xuất
Buổi đọc kịch bản lần đầu được tổ chức vào ngày 15 tháng 7 năm 2016 tại trường quay MBC tọa lạc ở Sangam, Hàn Quốc và bắt đầu quá trình quay vào ngày 18 tháng 7.

## Nhạc phim

### Phần 1
| STT              | Nhan đề              | Phổ lời          | Phổ nhạc                                | Nghệ sĩ            | Thời lượng |
| ---------------- | -------------------- | ---------------- | --------------------------------------- | ------------------ | ---------- |
| 1.               | "Navigation"         | Louis            | Ji Pyeong-kwon, Shin Hyung, Jun Ja-maen | Kim So-hee (I.B.I) | 3:30       |
| 2.               | "Navigation" (Inst.) |                  | Ji, Shin, Jun                           |                    | 3:30       |
| Tổng thời lượng: | Tổng thời lượng:     | Tổng thời lượng: | Tổng thời lượng:                        | Tổng thời lượng:   | 7:00       |

### Phần 2
| STT              | Nhan đề           | Phổ lời          | Phổ nhạc         | Nghệ sĩ          | Thời lượng |
| ---------------- | ----------------- | ---------------- | ---------------- | ---------------- | ---------- |
| 1.               | "The Way"         | Louis, Shin      | Ji, Shin         | Umji (GFriend)   | 3:43       |
| 2.               | "The Way" (Inst.) |                  | Ji, Shin         |                  | 3:43       |
| Tổng thời lượng: | Tổng thời lượng:  | Tổng thời lượng: | Tổng thời lượng: | Tổng thời lượng: | 7:26       |

### Phần 3
| STT              | Nhan đề            | Phổ lời          | Phổ nhạc         | Nghệ sĩ          | Thời lượng |
| ---------------- | ------------------ | ---------------- | ---------------- | ---------------- | ---------- |
| 1.               | "The Time"         | Lee Ha-jin       | Ji, Shin         | Juniel           | 4:38       |
| 2.               | "The Time" (Inst.) |                  | Ji, Shin         |                  | 4:38       |
| Tổng thời lượng: | Tổng thời lượng:   | Tổng thời lượng: | Tổng thời lượng: | Tổng thời lượng: | 9:16       |

### Phần 4
| STT              | Nhan đề          | Phổ lời          | Phổ nhạc         | Nghệ sĩ          | Thời lượng |
| ---------------- | ---------------- | ---------------- | ---------------- | ---------------- | ---------- |
| 1.               | "Hello"          | Shin, Taibian    | Ji, Taibian      | SunBee           | 3:44       |
| 2.               | "Hello" (Inst.)  |                  | Ji, Taibian      |                  | 3:44       |
| Tổng thời lượng: | Tổng thời lượng: | Tổng thời lượng: | Tổng thời lượng: | Tổng thời lượng: | 7:28       |

### Phần 5
| STT              | Nhan đề           | Phổ lời          | Phổ nhạc         | Nghệ sĩ          | Thời lượng |
| ---------------- | ----------------- | ---------------- | ---------------- | ---------------- | ---------- |
| 1.               | "Love Is"         | Shin, Taibian    | Ji, Taibian      | Joo Yoon-ha      | 3:44       |
| 2.               | "Love Is" (Inst.) |                  | Ji, Taibian      |                  | 3:44       |
| Tổng thời lượng: | Tổng thời lượng:  | Tổng thời lượng: | Tổng thời lượng: | Tổng thời lượng: | 7:28       |

### Phần 6
| STT              | Nhan đề                   | Phổ lời          | Phổ nhạc         | Nghệ sĩ          | Thời lượng |
| ---------------- | ------------------------- | ---------------- | ---------------- | ---------------- | ---------- |
| 1.               | "Falling Slowly" (스르르) | Lee H.J.         | Ji, Shin         | Gyepy            | 2:47       |
| 2.               | "Falling Slowly" (Inst.)  |                  | Ji, Shin         |                  | 2:47       |
| Tổng thời lượng: | Tổng thời lượng:          | Tổng thời lượng: | Tổng thời lượng: | Tổng thời lượng: | 5:34       |

### Phần 7
| STT              | Nhan đề                                     | Phổ lời          | Phổ nhạc               | Nghệ sĩ           | Thời lượng |
| ---------------- | ------------------------------------------- | ---------------- | ---------------------- | ----------------- | ---------- |
| 1.               | "The Tiger Moth" (부나비)                   | Taibian          | Ji, Shin, Lee Jong-won | Monsta X          | 3:25       |
| 2.               | "The Tiger Moth" (Inst.)                    |                  | Ji, Shin, Lee J.W.     |                   | 3:25       |
| 3.               | "The Tiger Moth (Acoustic Version)"         | Taibian          | Ji, Shin, Lee J.W.     | Kihyun (Monsta X) | 3:12       |
| 4.               | "The Tiger Moth (Acoustic Version)" (Inst.) |                  | Ji, Shin, Lee J.W.     |                   | 3:12       |
| Tổng thời lượng: | Tổng thời lượng:                            | Tổng thời lượng: | Tổng thời lượng:       | Tổng thời lượng:  | 13:14      |

### Phần 8
| STT              | Nhan đề          | Phổ lời          | Phổ nhạc         | Nghệ sĩ                   | Thời lượng |
| ---------------- | ---------------- | ---------------- | ---------------- | ------------------------- | ---------- |
| 1.               | "Fine"           | Jo Hyung-woo     | Jo               | Jang Jae-in, Jo Hyung-woo | 4:16       |
| 2.               | "Fine" (Inst.)   |                  | Jo               |                           | 4:16       |
| Tổng thời lượng: | Tổng thời lượng: | Tổng thời lượng: | Tổng thời lượng: | Tổng thời lượng:          | 8:32       |

## Tỷ suất người xem
Trong bảng dưới, số màu xanh chỉ tỷ suất người xem thấp nhất, số màu đỏ chỉ tỷ suất người xem cao nhất.
| Tập        | Tựa đề                        | Ngày phát sóng       | Tỷ suất người xem | Tỷ suất người xem | Tỷ suất người xem | Tỷ suất người xem |
| Tập        | Tựa đề                        | Ngày phát sóng       | TNmS Ratings      | TNmS Ratings      | AGB Nielsen       | AGB Nielsen       |
| Tập        | Tựa đề                        | Ngày phát sóng       | Toàn quốc         | Vùng thủ đô Seoul | Toàn quốc         | Vùng thủ đô Seoul |
| ---------- | ----------------------------- | -------------------- | ----------------- | ----------------- | ----------------- | ----------------- |
| 1          | Pick Me                       | 21 tháng 9 năm 2016  | 5,4%              | 7,0%              | 5,6%              | 6,5%              |
| 2          | Một thế giới hoàn toàn mới    | 22 tháng 9 năm 2016  | 6,3%              | 5,9%              | 6,2%              | 7,0%              |
| 3          | Cô ấy                         | 28 tháng 9 năm 2016  | 7,4%              | 7,7%              | 7,0%              | 7,3%              |
| 4          | Ký ức                         | 29 tháng 9 năm 2016  | 8,5%              | 8,5%              | 7,8%              | 8,4%              |
| 5          | Bầu trời đêm đầy sao          | 6 tháng 10 năm 2016  | 8,2%              | 8,1%              | 8,4%              | 9,1%              |
| 6          | Tôi được sinh ra để yêu em    | 12 tháng 10 năm 2016 | 9,9%              | 11,4%             | 8,8%              | 9,3%              |
| 7          | Có lẽ là tình yêu             | 13 tháng 10 năm 2016 | 10,1%             | 10,8%             | 10,0%             | 10,4%             |
| 8          | Làm người yêu anh nhé         | 19 tháng 10 năm 2016 | 10,4%             | 11,4%             | 9,7%              | 10,0%             |
| 9          | Không thể cười khi thiếu em   | 20 tháng 10 năm 2016 | 11,5%             | 13,1%             | 10,7%             | 11,3%             |
| 10         | Ánh trăng soi sáng con tim ta | 26 tháng 10 năm 2016 | 10,9%             | 11,9%             | 10,2%             | 10,4%             |
| 11         | Em trong giấc mơ của tôi      | 27 tháng 10 năm 2016 | 11,1%             | 11,2%             | 10,5%             | 10,9%             |
| 12         | Giấc mơ thành hiện thực       | 2 tháng 11 năm 2016  | 11,4%             | 11,4%             | 11,0%             | 11,4%             |
| 13         | Chính là khoảnh khắc này      | 3 tháng 11 năm 2016  | 11,4%             | 12,8%             | 10,0%             | 10,6%             |
| 14         | Kẻ chiến thắng sẽ có tất cả   | 9 tháng 11 năm 2016  | 8,8%              | 9,4%              | 10,4%             | 11,1%             |
| 15         | Cuộc đời vinh quang của tôi   | 10 tháng 11 năm 2016 | 10,9%             | 11,7%             | 9,7%              | 10,3%             |
| 16         | Khi bạn ước với một vì sao    | 10 tháng 11 năm 2016 | 9,2%              | 9,3%              | 8,9%              | 9,7%              |
| Trung bình | Trung bình                    | Trung bình           | 9,4%              | 10,1%             | 9,0%              | 9,6%              |

Ghi chú: Tập 5 không được phát sóng vào thứ tư ngày 5 tháng 10 vì buổi phát sóng trực tiếp DMC Festival trên MBC, tập này được phát sóng vào thứ năm ngày 6 tháng 10.

## Giải thưởng và đề cử
| Năm  | Giải thưởng            | Hạng mục                        | Đề cử       | Kết quả   |
| ---- | ---------------------- | ------------------------------- | ----------- | --------- |
| 2016 | 1st Asia Artist Awards | Best Entertainer Award, Actress | Nam Ji-hyun | Đoạt giải |